# Copidosoma gracile
Copidosoma gracile is een vliesvleugelig insect uit de familie Encyrtidae. De wetenschappelijke naam is voor het eerst geldig gepubliceerd in 1986 door Kaul & Agarwal.